# ستيفن غري
ستيفن غري (بالإنجليزية: Stephen Grey)‏ هو صحفي بريطاني، ولد في 1968.

## وصلات خارجية
- ستيفن غري على موقع IMDb (الإنجليزية)